# Pteris pedata
Pteris pedata là một loài thực vật có mạch trong họ Pteridaceae. Loài này được (L.) Kuhn miêu tả khoa học đầu tiên năm 1896.